# Snellegem

Snellegem é uma vila  e deelgemeente do município de Jabbeke, na província belga de Flandres Ocidental.
O famoso escritor  Jacob van Maerlant viveu nesta localidade.